# Kris Smith
Kris Smith, né le 20 août 1978 à Salford (Angleterre), est un joueur anglais de rugby à XIII.
Il est l'entraîneur du centre de formation de l'équipe de rugby à XIII de Salford. Il est également connu pour être le compagnon de Dannii Minogue.